# Ouagadougou
Ouagadougou (WAH-GAH-doo-goo) er hovedstad i Burkina Faso. Byen er landets største by med sine 2.200.000 indbyggere. Byen forkortes ofte til Ouaga.